# Pasar Pino
Pasar Pino is een bestuurslaag in het regentschap Bengkulu Selatan van de provincie Bengkulu, Indonesië. Pasar Pino telt 1791 inwoners (volkstelling 2010).